# Willis Avenue Bridge
Die Willis Avenue Bridge ist eine Brücke in New York City für den Verkehr von Manhattan nach der Bronx über den Harlem River. Die Brücke ist eine Einbahnstraße, das heißt, nur der Verkehr von der 1st Ave Manhattan in Richtung der Bronx kann sie passieren.

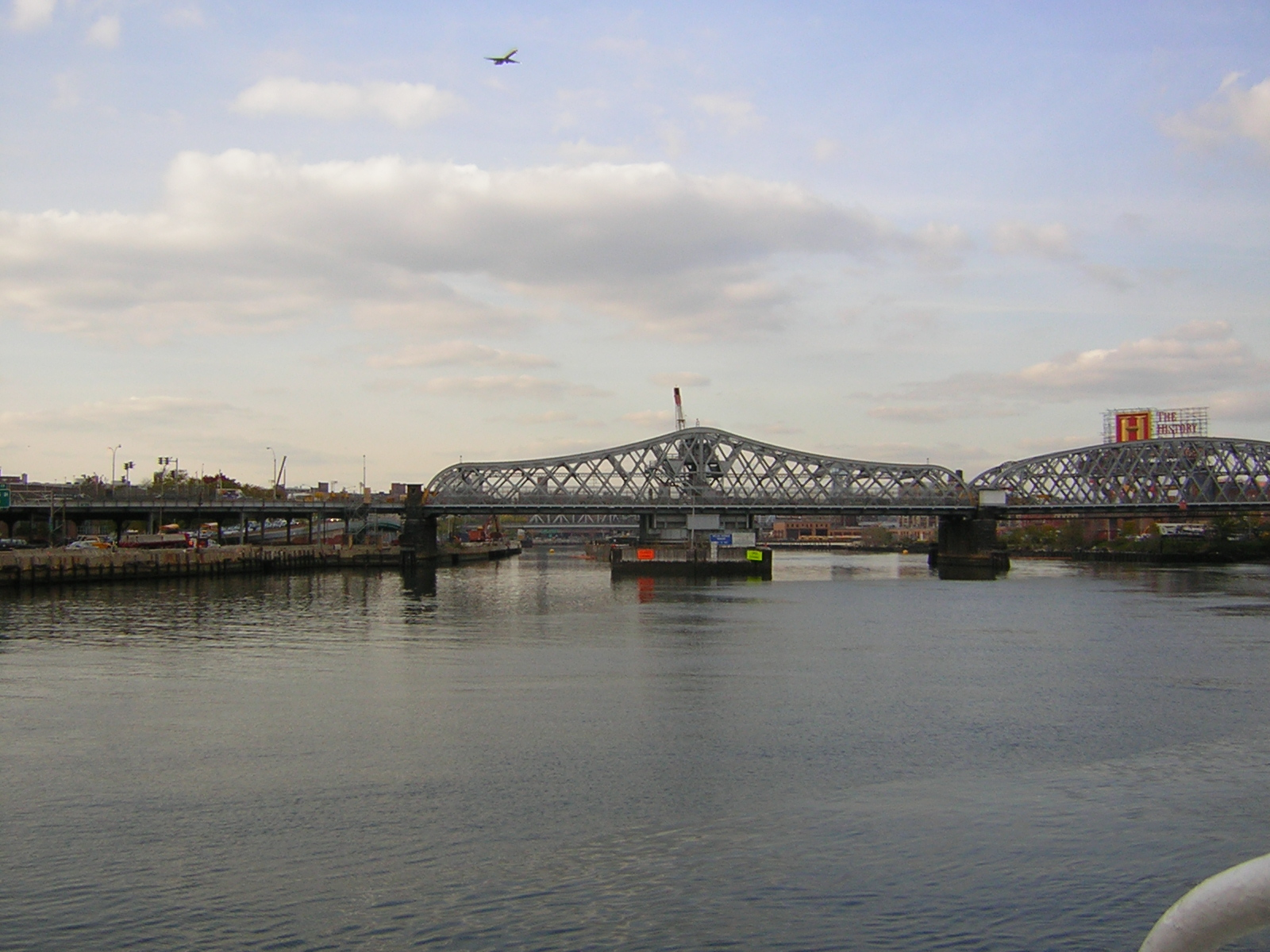
Die alte Willis Avenue Bridge von 1901

Eröffnet wurde die Brücke am 22. August 1901, sie ist damit eine der ältesten Brücken der Stadt. Ihre Baukosten betrugen 2.444.511 US-Dollar. 1916 wurde sie verstärkt, um die Belastungen der neu eingerichteten Straßenbahn der Union Railway Company standhalten zu können. Der Mittelteil der Brücke ist auf einem zentralen Pfeiler um 90° drehbar, um eine Durchfahrtmöglichkeit für größere Schiffe zu schaffen.
Täglich benutzen etwa 75.000 Fahrzeuge die Brücke. 2006 bot die Stadt die Brücke zum Verkauf, da die jährlichen Betriebskosten von 1,1 Millionen Dollar zu hoch waren und der Bau einer neueren Brücke bereits in Planung war. Die drehbare Teil für die neue Willis Avenue Bridge wurde ebenfalls in Stahl-Fachwerk hergestellt. Er wurde in der zweiten Julihälfte 2010 auf dem Wasserwege an Ort und Stelle gebracht und montiert. Der früher ebenfalls aus Stahlfachwerk bestehende feste Teil auf der Seite der Bronx wurde durch eine herkömmliche Stahlbetonbrücke ersetzt.